# علاءالدین حسین خلیفه سلطان
سید علاءالدین حسین خلیفه سلطان فقیه، محقق، دانشمند و وزیر دربار صفوی بود.

## زندگی
سید حسین معروف به خلیفه سلطان در سال ۱۰۰۱ هجری قمری در شهر اصفهان متولد شد.پدرش رفیع الدین جزو سادات معروف اصفهان بود. او بعد از فوت قاضی سلطان که منصب صدارت داشت از طرف عباس اول به منصب وزارت منصوب شد و مقام مهرداری توقیعات مبارکه حضرات چهاره معصوم، به وی محول گردید.
خلیفه سلطان مدت زیادی را در خدمت امور دیوانی و مذهبی گذرانید و به‌طور ناپیوسته وزارت سه پادشاه، عباس اول، صفی اول و عباس دوم را به عهده داشت و آثاری از خود به جا گذاشت. از اساتید وی می‌توان به پدرش سید رفیع الدین محمد و مولی حاج محمود رنانی و شیخ بهایی اشاره کرد. وی در هنگام مراجعت از فتح قندهار در آستانه اشرفیه درگذشت. پیکرش را به نجف برده و در آنجا به خاک سپردند.

## آثار
- حاشیه بر شرح لمعه
- حاشیه بر معالم الاصول در اصول فقه
- حاشیه علی الروضه البهیه فی شرح اللمعه الدمشقیه
- حواشی بر بعضی ابواب من لا یحضره الفقیه
- حاشیه بر الکافی در حدیث
- حاشیه بر کشاف در تفسیر
- توضیح الاخلاق نصیر طوسی
- حاشیه بر خلاصه الحساب بهائی
- دیوان شعر به زبان پارسی بالغ بر سی هزار بیت